# Fuchsprellen

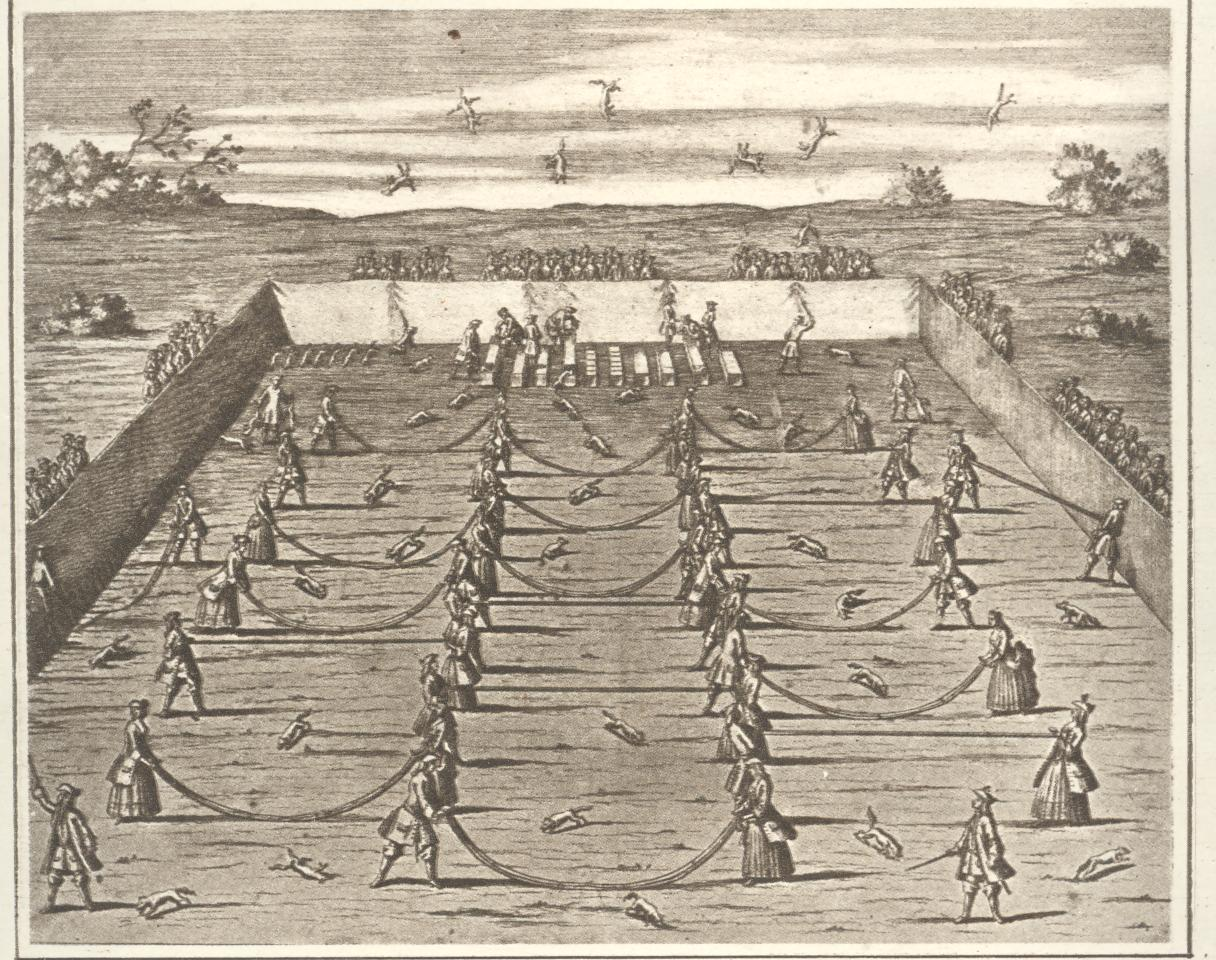
Ein Fuchsprellen im frühen 18. Jahrhundert, Abbildung in Der Vollkommene Teutsche Jäger von Johann Friedrich von Flemming, Leipzig 1719

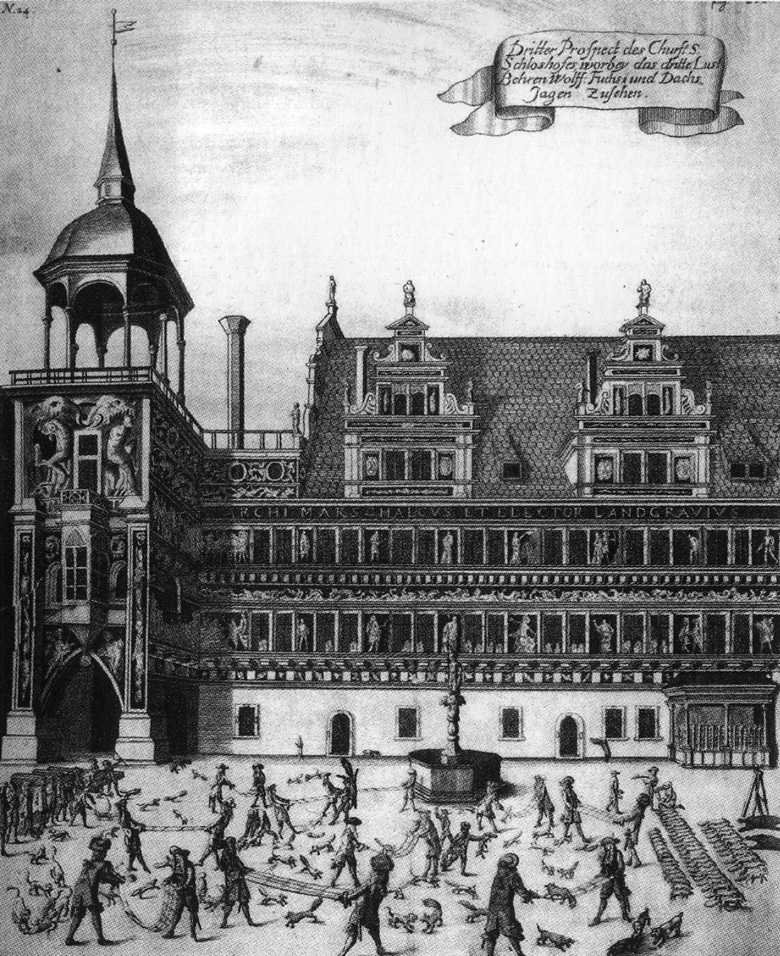
Fuchsprellen im Dresdner Schloss, 1678, Abbildung in Die durchlauchtigste Zusammenkunfft von Gabriel Tzschimmer, Nürnberg 1680

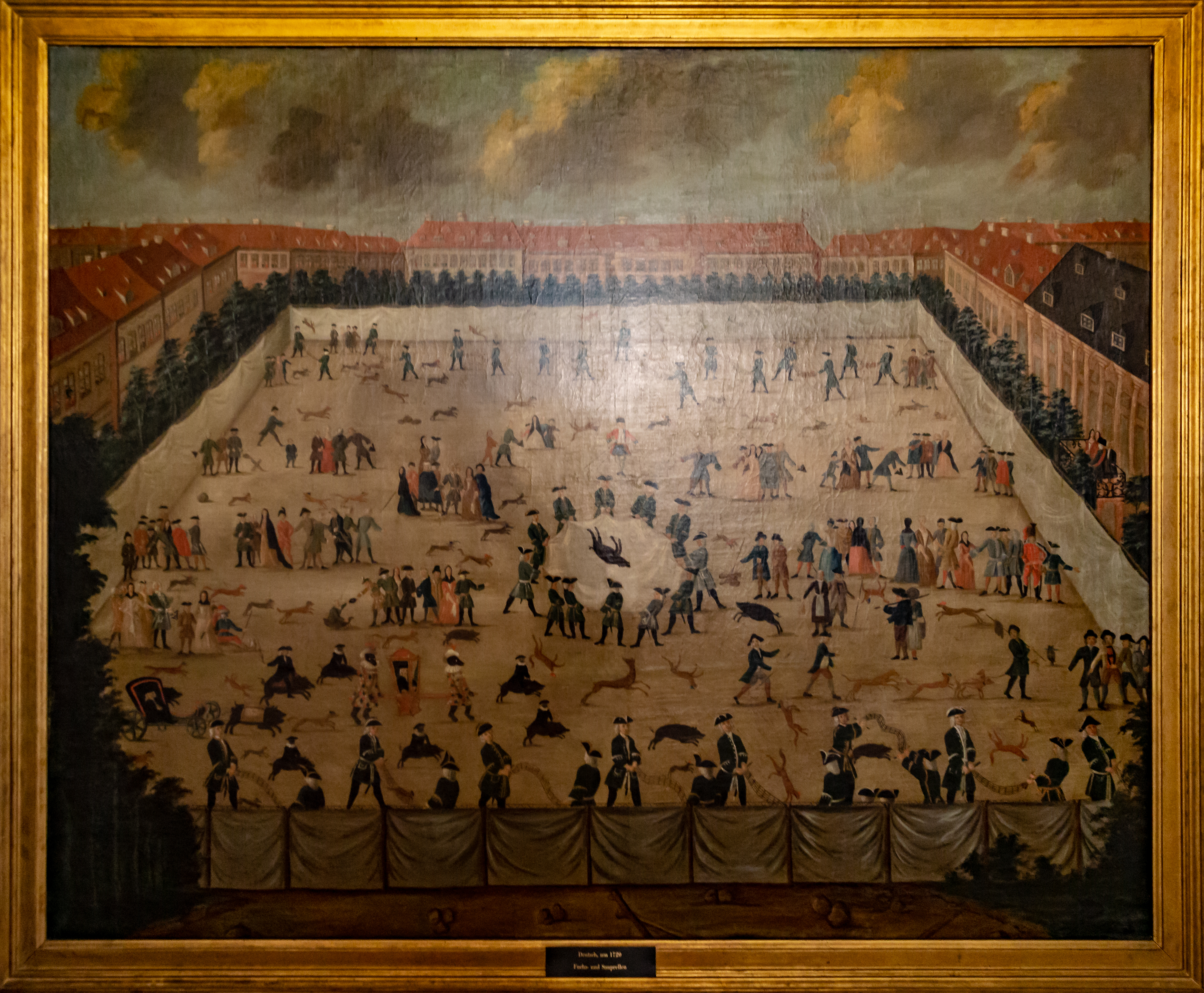
Fuchs- und Sauprellen. Deutsches Ölgemälde im Jagdschloss Grunewald, Maler unbekannt, um 1720

Das Fuchsprellen war vom 16. bis 18. Jahrhundert ein Jagdvergnügen an den Höfen Europas. Es bestand darin, den Fuchs durch ruckartiges Ziehen an den Enden eines etwa 30 cm breiten und 6 bis 8 Meter langen Prelltuches emporschnellen zu lassen, sobald er darüber hinweglief.
Ein Fuchsprellen galt im höfischen Leben als Bestandteil der Festkultur. Es verursachte größere Kosten und bedurfte eines besonderen Anlasses. Teilnehmer waren Angehörige und Gäste des Hofes beiderlei Geschlechts. Die Veranstaltung fand vor Publikum an abgezäunter Stelle im Freien, oft auf den Höfen von Schlössern oder eigens dazu angelegten oder vorübergehend abgetrennten Plätzen in den Städten statt. Auf gepflasterten Böden wurde eine dicke Schicht Sand gestreut, in die mitunter kleine Bäume gesteckt wurden.
Nach dem von Jagdmusik umrahmten Einzug der Jägerei, die besonders kostümiert war, folgte das Aufstellen der jagdlich in Grün gekleideten Spielteilnehmer. Es waren meistens verheiratete oder unverheiratete Paare, die sich, die Schlaufen des Prelltuchs haltend, gegenüberstanden. Sie bildeten mehrere Gassen, in die die vorher gefangenen und in Kästen vorgehaltenen Tiere einzeln hineinlaufen sollten.
Gelegentlich wurden zum „figurierten Jagen“ auch die Opfer kostümiert, zum Beispiel als Harlekin.
Die Spielerpaare schleuderten das Tier, es konnte zur Abwechslung auch ein Hase, ein Otter, ein Marder, ein Dachs oder eine Wildkatze sein, solange möglichst hoch und oft in die Höhe, bis es betäubt war oder sich bei einem Aufprall auf den Boden die Knochen gebrochen hatte. Aufgabe der Jäger war es dann, das verletzte Tier zu töten. Die „Belustigung“ erforderte Kraft und Geschicklichkeit und die Teilnehmer kamen mehr oder weniger ungewollt durcheinander, gerieten außer Atem oder stürzten. Zur besonderen Überraschung entliefen dem Käfig zuweilen „schwache Sauen“. Man registrierte als humoristische Einlage, wenn diese verhältnismäßig kräftigen Tiere „bey den Dames unter den Reifröcken einen solchen Rumor machen, daß nicht zu beschreiben“.
In der Zeit der Empfindsamkeit und des Rokoko ersetzten in der vornehmen Gesellschaft Spiele wie Federball das nun als Grausamkeit gesehene Fuchsprellen als Gelegenheit des zwanglosen Näherkommens der Unverheirateten.